# Peter Kauzer
Peter Kauzer 8 septembre 1983 à Trbovlje) est un kayakiste slovène pratiquant le slalom.

## Palmarès

### Jeux olympiques
- 2016 à Rio de Janeiro,  Brésil
  -  Médaille d'argent en K1
- 2012 à Londres,  Royaume-Uni
  - 6e en K1
- 2008 à Pékin,  Chine
  - éliminé en demi-finale K1

### Championnats du monde de canoë-kayak slalom
- 2017 à Pau,  France
  -  Médaille de bronze en K-1
  -  Médaille de bronze en K-1 par équipe

- 2011 à Bratislava,  Slovaquie
  -  Médaille d'or en K-1

- 2009 à La Seu d'Urgell,  Espagne
  -  Médaille d'or en K-1

- 2005 à Sydney,  Australie
  -  Médaille de bronze en K-1 par équipe

### Championnats d'Europe de canoë-kayak slalom
- 2021 à Ivrée  Italie
  -  Médaille de bronze en K-1

- 2020 à Prague  Tchéquie
  -  Médaille d'argent en K-1

- 2019 à Pau  France
  -  Médaille d'argent en K-1 par équipe

- 2018 à Prague  Tchéquie
  -  Médaille d'or en K-1
  -  Médaille de bronze en K-1 par équipe

- 2011 à La Seu d'Urgell  Espagne
  -  Médaille d'or en K-1 par équipe

- 2010 à Čunovo  Slovaquie
  -  Médaille d'or en K-1
  -  Médaille de bronze en K-1 par équipe

- 2007 à Liptovský Mikuláš  Slovaquie
  -  Médaille d'or en K-1 par équipe
  -  Médaille d'argent en K-1

- 2006 à L'Argentière-la-Bessée  France
  -  Médaille d'or en K-1 par équipe

- 2005 à Tacen  Slovénie
  -  Médaille d'or en K-1 par équipe
  -  Médaille d'argent en K-1